# Michail Wladimirowitsch Fischman

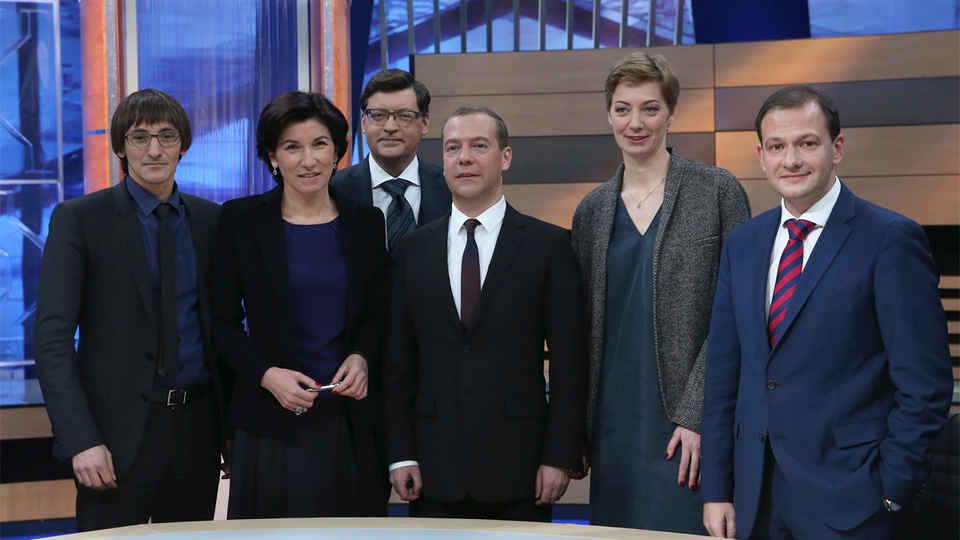
Michail Fischman (erster von links) am 9. Dezember 2015

Michail Wladimirowitsch Fischman (russisch Михаил Владимирович Фишман; * 3. Dezember 1972 in Moskau, nach internationaler englischer Transkription auch Mikhail Fishman) ist ein russischer Journalist.
Fischman wurde in Moskau geboren, er studierte an der philologischen Fakultät der Lomonossow-Universität. Anschließend schlug er eine journalistische Laufbahn ein. Unter anderem arbeitete er bei Echo Moskwy und der Tageszeitung Kommersant sowie bei verschiedenen russischen Online-Medien.
Seit 2004 war er Mitarbeiter der Russki Newsweek, der Lizenzausgabe des amerikanischen Nachrichtenmagazins Newsweek. Von September 2008 bis zum Oktober 2010 war er Chefredakteur des Magazins. 2008 wurde Fischman mit dem „Prize for Excellence in Journalism“ der Paul Khlebnikov Stiftung ausgezeichnet. Nachdem Russki Newsweek im Oktober 2010 aus wirtschaftlichen Gründen eingestellt worden war, war Fischman Russland-Korrespondent der Tageszeitung Die Welt. Er moderiert eine wöchentliche Nachrichtensendung im Fernsehkanal Doschd und ist seit 2014 auch Chefredakteur der Online-Zeitschrift Cityboom.
Von November 2015 bis Juli 2017 war Fischman Chefredakteur der Moscow Times.
2022 erschien von Fischman eine Biografie über Boris Nemzow.